# Homicidio de Ahmet Yıldız
El homicidio de Ahmet Yıldız (1982-2008) ocurrió el 15 de julio de 2008 en el barrio de Üsküdar, en Estambul, la ciudad más populosa de Turquía. Se cree que el asesino fue el padre de Ahmet, Yahya Yıldız, y que este asesinato constituye el primer crimen de honor gay que ha salido a la luz en Turquía.

## El homicidio
Ahmet Yıldız era un activista de los derechos LGBT turco, que formaba parte de la asociación LGBT Lambdaistanbul y que era estudiante de Física en la Universidad del Mármara de Estambul. Ahmet había declarado abiertamente su homosexualidad a la propia familia, recibiendo un fuerte rechazo y la exigencia de curarse con un médico o un imán. Parece ser que el móvil del homicidio de Ahmet reside en el propio acto de salir del armario públicamente, más que en la homosexualidad misma, que es socialmente tolerada en Turquía, en tanto en cuanto no sea vivida públicamente.
Ya un año antes del homicidio, Ahmet había recibido amenazas de muerte y había denunciado a la propia familia a la fiscalía (savcılık) competente, sin  recibir protección y sin que la fiscalía iniciase ninguna pesquisa.
Ahmet fue agredido la noche del 15 de julio de 2008, en el barrio donde habitaba, en las proximidades de un bar donde se había acercado para adquirir un helado; su primera reacción fue la de subirse al coche e intentar la fuga. Tres de las cinco balas disparadas alcanzaron su pecho, que perdió el control del vehículo y se estrelló contra un muro. Ahmet murió poco después en el hospital.
Uno de los proyectiles disparados rozó la pierna izquierda de la entonces diputada del Partido para la Justicia y el Desarrollo, Ümmühan Daraca.
Después de la muerte, la familia inicialmente rechazó dar sepelio al cuerpo y solo después de una semana aceptó el funeral, al que no acudió ningún miembro de la familia. Tras el homicidio, el primo de Yıldız, Ahmet Kaya, emitió un comunicado afirmando que el chico era el único hijo de una familia kurda acomodada y muy conservadora de Şanlıurfa.
El abogado de derechos humanos, Fırat Söyle, que en el pasado había ayudado a Ahmet en calidad de consultor legal en la asociación Lambdaistanbul, afirmó después del asesinato que tres meses antes el chico se había dirigido a la fiscalía competente tras las amenazas de muerte recibidas de la propia familia, pero que no se había abierto ninguna investigación al respecto y que Yıldız no había recibido ninguna forma de protección. El asesinato de Ahmet fue ampliamente tratada en los medios de comunicación. El diario inglés The Independent afirmó en aquella ocasión que la cuestión de los delitos de honor no concernía (y concierne) solamente a Turquía.
Como responsable del homicidio fue detenido el padre de Ahmet, Yahya Yıldız.

## El proceso
El proceso por el homicidio de Ahmet Yıldız comenzó el 8 de septiembre de 2009 y el padre, Yahya Yıldız, es de momento el único imputado.
İbrahim Can, pareja de Ahmet y su compañero de piso después de que hubiese este abandonado la familia, ha declarado sobre el fallecido: 

He recibido el respaldo de muchas instituciones para cuanto concierne a la lucha en nombre de mí compañero. También la señora Ümmühan, que sigue herida, ha sido de gran ayuda para la apertura del proceso. Le doy las gracias. Me deja atónito el hecho de que todavía no hayan sido capturados los asesinos de Ahmet. Habíamos denunciado, yendo juntos a la fiscalía, que había sido amenazado de muerte por su propia familia. Considero que hemos sido discriminados por ser homosexuales. Si hubiera sido una chica en lugar de un chico, la situación no sería la que es.

 La sentencia ha sido pospuesta para conseguir pruebas adicionales.
Durante la sexta audiencia, İbrahim Can ha afirmado: 

No se logra juzgar a los asesinos. Todavía no se ha emitido una orden de detención internacional. Quiero que una orden tal se emita en una audiencia futura. El tribunal debe cambiar su actitud homófoba. Por ahora la historia ha adquirido connotaciones políticas. Las autoridades deben demostrar su voluntad y resolución en el esfuerzo de capturar el padre. En un país homófobo falta la voluntad de aclarar un hecho como este.

 Posteriormente anunció que recurrirá al Tribunal Europeo de Derechos Humanos.
Durante la duodécima audiencia del proceso, el padre de Ahmet todavía no había sido arrestado, y la corte rechazó la solicitud de la organización SPoD (acrónimo de Asociación para las políticas sociales y los estudios sobre la identidad de género y sexual) de formar parte del proceso.

## Consecuencias del homicidio
El homicidio de Ahmet ha centrado la atención nacional e internacional sobre los derechos LGBT en Turquía. En particular, la lentitud del proceso y la inercia de las autoridades públicas al intentar capturar al padre de Ahmet han recibido fuertes condenas de Amnistía Internacional. Las Naciones Unidas, partiendo del homicidio de Ahmet, han evidenciado como cada vez más a menudo las personas LGBT son víctimas de delitos de honor en varios países del mundo.
Tras el homicidio, Ahmet se ha convertido en un símbolo de la comunidad LGBT Turca: poco después de la muerte, aparecieron repentinamente sobre muros y vehículos del barrio de Túnel graffiti representando a Ahmet; el dibujo en blanco y negro del artista japonés Gengoroh Tagame que representa a Ahmet, un escrito debajo: Ahmet Yildiz is My Family, «Ahmet Yildiz es mi familia», que se puede ver en todas partes en el barrio y es se ha convertido en una constante de todas las manifestaciones por los derechos LGBT en Turquía.
El homicidio también llevado a la palestra internacional la difícil situación de los derechos civiles de las personas LGBT en Turquía donde, por una parte, la sociedad civil se hace cada vez más fuerte y los homosexuales (sean hombres o mujeres) reclaman abiertamente derechos e igualdad, mientras, de la otra, se asiste a una fuerte reacción por parte de ambientes integristas y tradicionalistas legados al gobierno filo-islámico.

## La película
El 13 de enero de 2012 se estrenó en Turquía la película Zenne Dancer, con dirección de Caner Alper y Mehmet Binay.
La película está inspirada en los acontecimientos que rodearon el asesinato de Ahmet Yıldız.
El 48.º festival del cine de Antalya «Naranja de oro» (Antalya Altın Portakal Film Festivali) ha entregado a la película Zenne el primer premio por la categoría «mejor opera prima» y otros reconocimientos.